# Гонда Сюїті
Сюїті Гонда (яп. 日本語, нар. 3 березня 1989, Токіо) — японський футболіст, воротар клубу «Токіо» та національної збірної Японії.

## Клубна кар'єра
Народився 3 березня 1989 року в місті Токіо. Вихованець футбольної школи клубу «Токіо». Дорослу футбольну кар'єру розпочав 2007 року в основній команді того ж клубу, кольори якої захищає й донині.

## Виступи за збірну
2010 року дебютував в офіційних матчах у складі національної збірної Японії. Наразі провів у формі головної команди країни лише один матч.
Як резервний голкіпер національної збірної був учасником кубка Азії з футболу 2011 року в Катарі, здобувши того року титул переможця турніру, а також розіграшу Кубка Конфедерацій 2013 року в Бразилії.

## Статистика
Статистика виступів у національній збірній.
| Збірна Японії | Збірна Японії | Збірна Японії |
| Роки          | Ігри          | голи          |
| ------------- | ------------- | ------------- |
| 2010          | 1             | 0             |
| 2011          | 0             | 0             |
| 2012          | 0             | 0             |
| 2013          | 1             | 0             |
| 2014          | 0             | 0             |
| 2015          | 1             | 0             |
| Усього        | 3             | 0             |

## Титули і досягнення
- Володар Кубка Джей-ліги (1):

«Токіо»: 2009
- Володар Кубка Імператора Японії (1):

«Токіо»: 2011
- Володар Кубка банку Суруга (1):

«Токіо»: 2010
Збірні
- Володар Кубка Азії: 2011
- Срібний призер Кубка Азії: 2019
- Володар Кубка Східної Азії: 2013